# پل فلدر
پل فلدر (انگلیسی: Paul Felder؛ زادهٔ ۲۵ آوریل ۱۹۸۴) کاراته‌کا، تکواندوکار، ورزشکار هنرهای رزمی ترکیبی و تحلیل‌گر ورزشی اهل ایالات متحده آمریکا است. وی بین سال‌های ۲۰۱۱ تا ۲۰۲۱ میلادی فعالیت می‌کرد.